# محصول پرستار

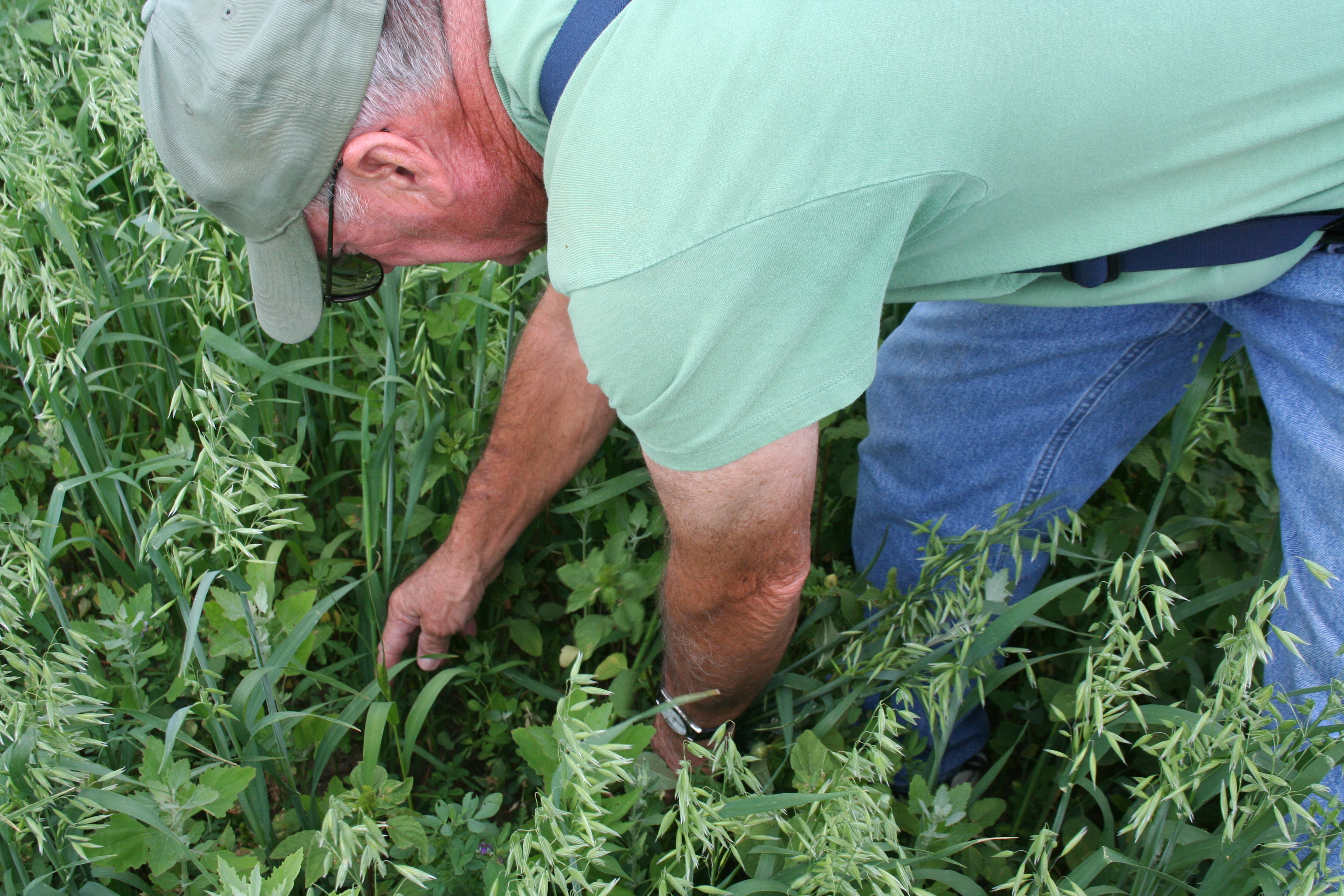
جو به عنوان محصول پرستاری برای یونجه

در کشاورزی، محصول پرستار (به انگلیسی: Nurse crop) یک محصول یک‌ساله است که برای کمک به ایجاد یک محصول چندساله استفاده می‌شود. بیشترین کاربرد محصولات پرستار در استقرار گیاهان حبوبات مانند یونجه، شبدر و آهوماش است. گهگاه از محصولات پرستار برای استقرار علف‌های چندساله استفاده می‌شود.